# Seitenkanalverdichter

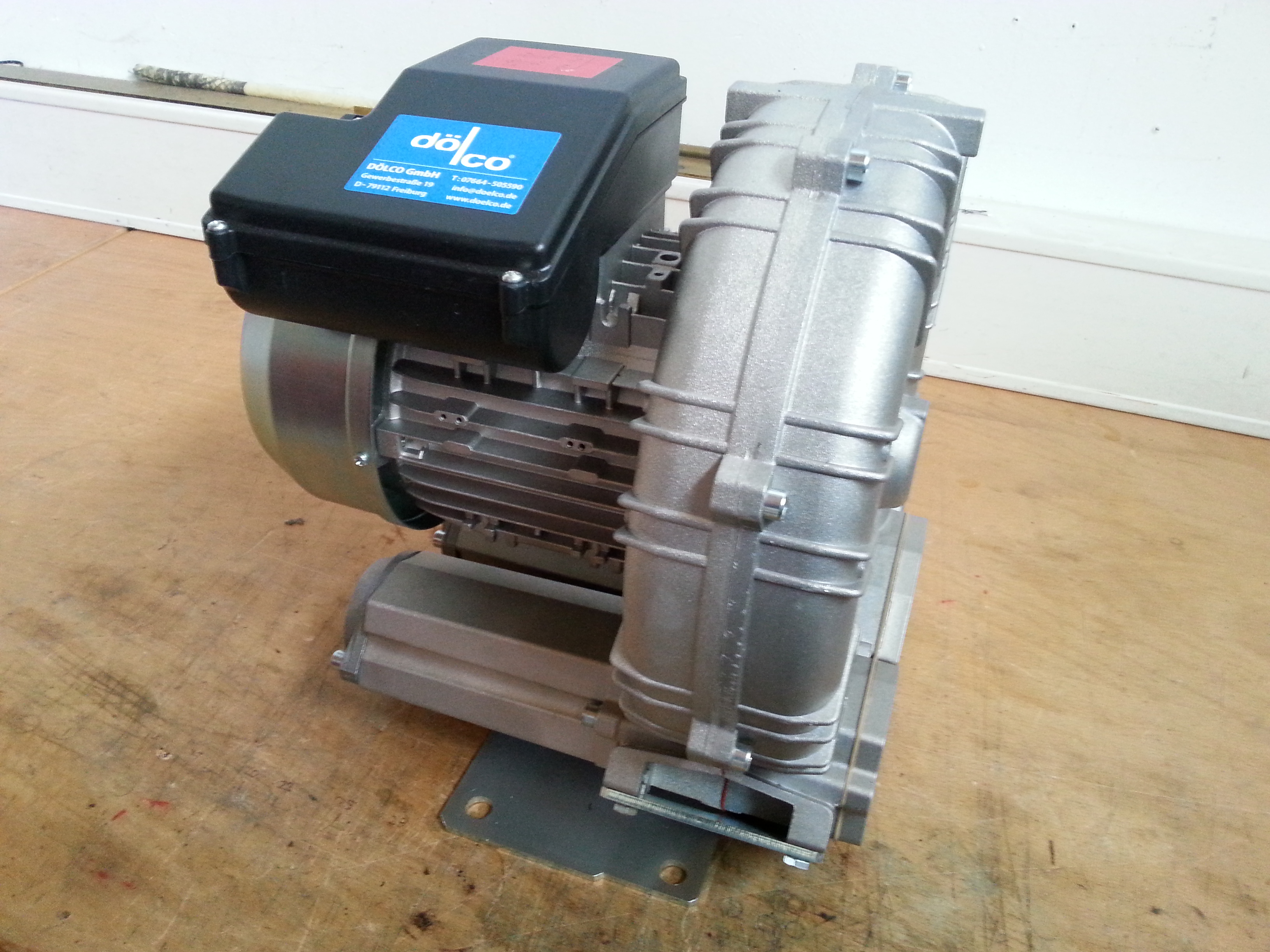
Seitenkanalverdichter

Ein Seitenkanalverdichter (Seitenkanal-Strömungsmaschine, Seitenkanalgebläse) ist eine besondere Bauart eines Verdichters. Er dient dazu, Luft oder andere Gase zu verdichten oder abzusaugen.

## Aufbau und Funktionsweise

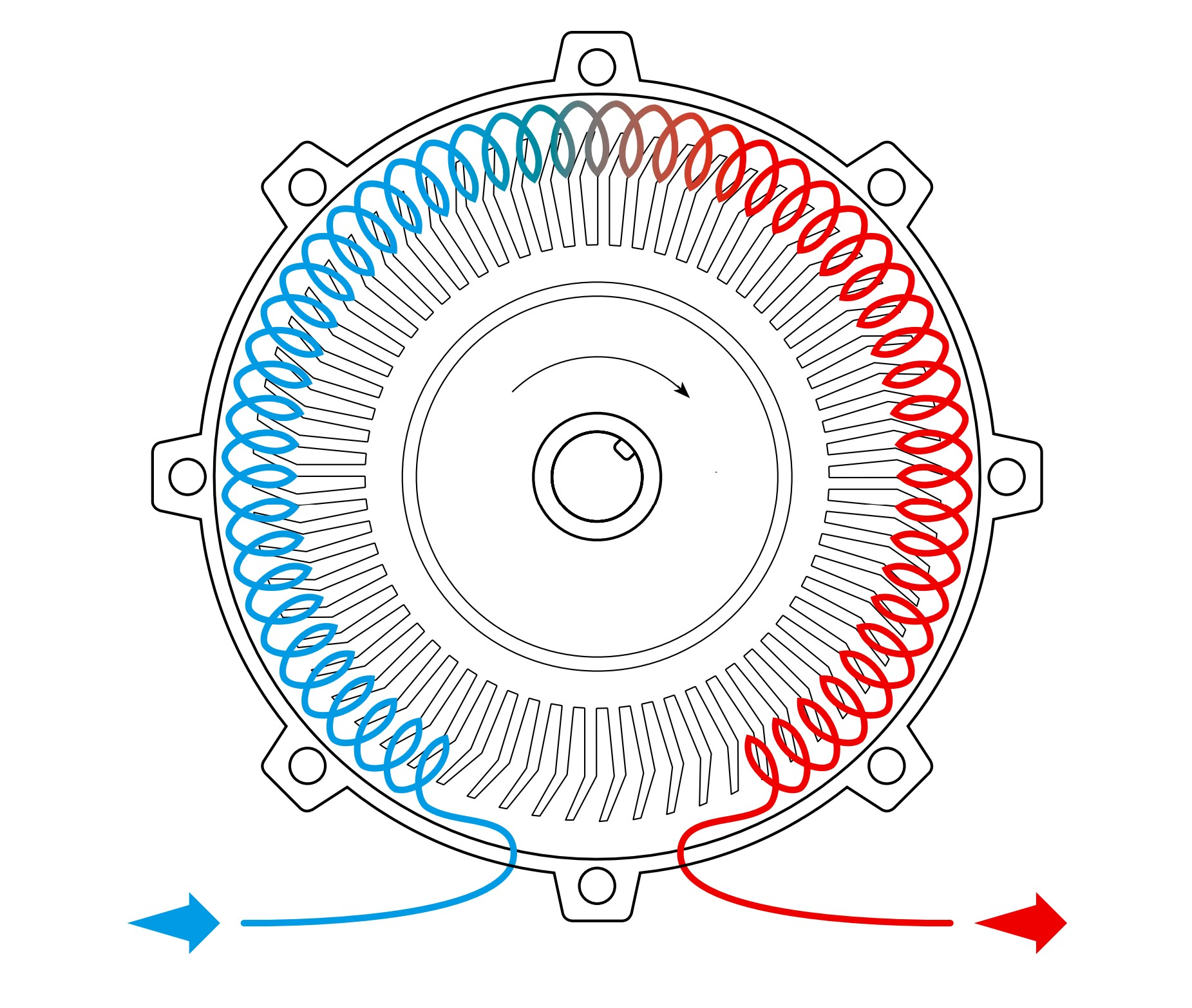
Funktionsweise

Ein Seitenkanalverdichter besteht aus einem Laufrad mit einzelnen Schaufeln, einem Schaufelrad. Dieses Schaufelrad ist über den nahezu gesamten Umfang von einem Seitenkanal umgeben, lediglich zwischen den nebeneinanderliegenden und parallelverlaufenden Ansaug- und Auslassstutzen ist der Seitenkanal unterbrochen.
Zwischen den einzelnen Schaufeln des Schaufelrades bilden sich Zellen, in denen die Verdichtung stattfindet. Das Gas kann frei von den Zellen des Schaufelrades in den Seitenkanal und wieder zurück strömen.
Durch das schnelle Rotieren des Schaufelrades wird Luft am Einlass in die Zellen angesaugt und anschließend durch Zentrifugalkraft nach außen gedrückt, wodurch eine Verdichtung zu Stande kommt. Die Luft strömt dann über den Seitenkanal wieder zurück nach innen und wird in der nächsten Zelle erneut nach außen beschleunigt. Dadurch ergibt sich eine Verwirbelung in Form einer gebogenen Spirale und ein nahezu linearer Druckanstieg zwischen Ein- und Auslass. Durch diese mehrfachen Verdichtungen lassen sich im Vergleich zu einem Ventilator wesentlich höhere Differenzdrücke erzeugen.
Seitenkanalverdichter erhöhen den Druck oder Unterdruck des angesaugten Gases und werden zum Absaugen oder Einblasen von Luft durch Bauteile mit höherem Druckverlust verwendet. Über einen Motor wird ein Laufrad angetrieben, durch Zentrifugalkraft werden im peripheren Seitenkanal schraubenlinienförmige Verwirbelungen erzeugt. Während dieser Verwirbelungen wird das Gas wiederholt verdichtet, ein Druckanstieg über die gesamte Länge des Seitenkanals ist die Folge. Über Anschlussstutzen können Schlauchsysteme angeschlossen werden. In von Personen genutzten Bereichen werden in der Regel wärme- und schallgedämmte Geräte eingesetzt. Eingesaugte feste Bestandteile werden zwischen Laufrad und Gehäusedeckel verrieben und können zu übermäßigem Verschleiß führen. Es sollten daher entsprechende Ansaugfilter vorgeschaltet werden. Zur Reduktion von Betriebsgeräuschen können auch Schalldämpfer vorgeschaltet werden. Über vor- bzw. nachgeschaltete HEPA-Filter (Schwebstofffilter) können Ansaugluft bzw. Absaugluft gereinigt werden.

## Anwendungsgebiete
Seitenkanalverdichter weisen einen mittleren Volumenstrom (Größenordnung 5–100 m³/h) bei mittleren Verdichtungsdrücken (100–250 mbar) auf. Sie werden häufig eingesetzt, wenn der Differenzdruck von Ventilatoren oder Turboverdichtern (Radialverdichtern) nicht ausreicht, der Volumenstrom klassischer Schrauben- oder Kolbenverdichter aber zu gering ist.

### Maschinen- und Anlagenbau
Im Maschinen- und Anlagenbau können Seitenkanalverdichter überall eingesetzt werden, wo Luft verdichtet oder abgesaugt werden soll bzw. wo ein Über- oder Unterdruck benötigt wird. Ein Volumenstrom ist dabei technisch nicht notwendig. So können Seitenkanalverdichter bei Vakuum-Aufspannsystemen genutzt werden. Ebenso können mit Hilfe von Sauggreifern flächige Werkstücke festgehalten bzw. transportiert werden.
Der Unterdruck kann ebenfalls zum Absaugen von Abluft oder auch Abwasser eingesetzt werden. Ebenso können in nahezu allen Produktionsbereichen Materialreste oder Produktionsabfälle entfernt (abgesaugt oder weggeblasen) werden. Dabei ist zu beachten, dass möglichst keine festen Bestandteile und Partikel in den Verdichter eingesaugt werden sollten, da diese von den Schaufeln zerschlagen werden, was zu erhöhtem Verschleiß oder Zerstörung führt.
Auch die Zuführung von Luft ist eine Anwendungsmöglichkeit, z. B. im Schwimmbadbau oder in der Abwasseraufbereitung.

### Bauwesen
Der Seitenkanalverdichter kann z. B. bei der Sanierung von Wasserschäden angewandt werden. Dabei ist das Ziel, eine Schicht im Raum (beispielsweise eine Dämmschicht) von Feuchtigkeit zu befreien. Trockene Luft wird unter die zu trocknende Schicht gepresst bzw. je nach Verfahren aus der Dämmschicht gesaugt, dabei nimmt die Luft die Feuchtigkeit auf. Nur durch einen gewissen Druck kann Luft in der sehr dichten Dämmschicht zirkulieren, um eine Trocknung herbeizuführen. Beim Absaugen von Stehwasser aus der Dämmschicht oder einer Spülung der Dämmschicht werden außerdem auch Seitenkanalverdichter verwendet. Einerseits wird über einen Wasservorabscheider im Saugbetrieb das Wasser in der Dämmschicht abgesaugt und im Wasservorabscheider dann abgepumpt, andererseits wird bei einer Spülung Frischwasser eingebracht und mit einem Seitenkanalverdichter, der im Druckbetrieb arbeitet, durch die kontaminierte Dämmschicht gepresst.

## Galerie

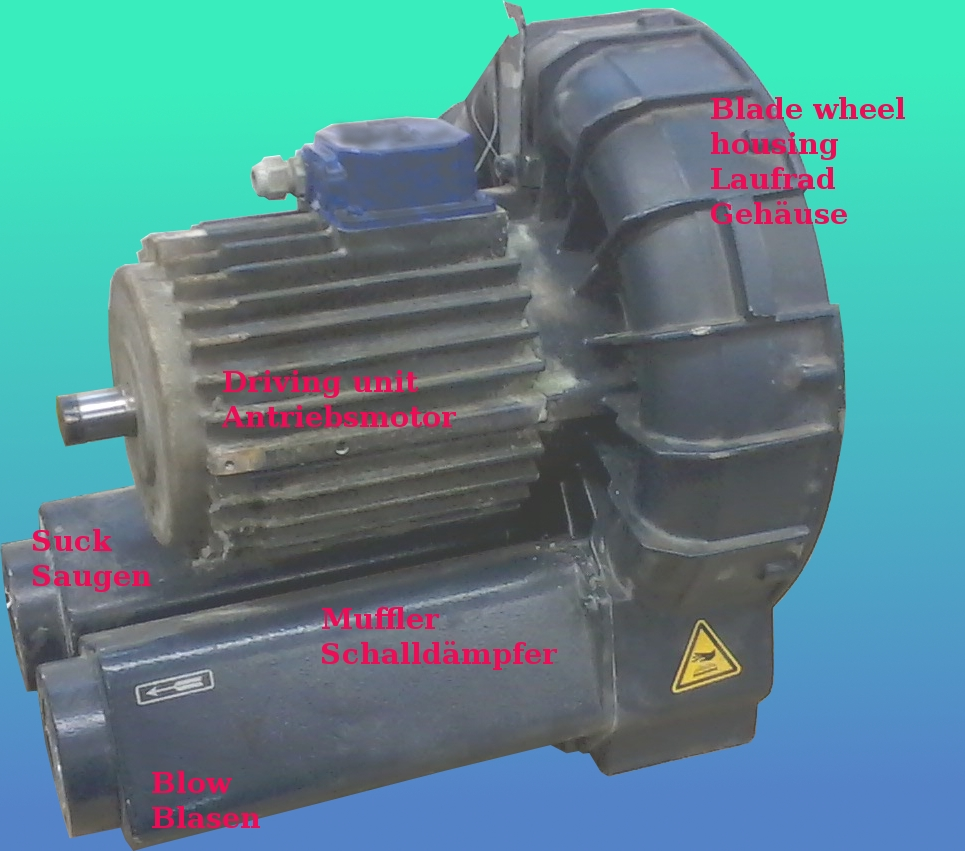
Typischer Seitenkanalverdichter. Korpus. Ohne Motorlüfter/Motorlüfterkappe
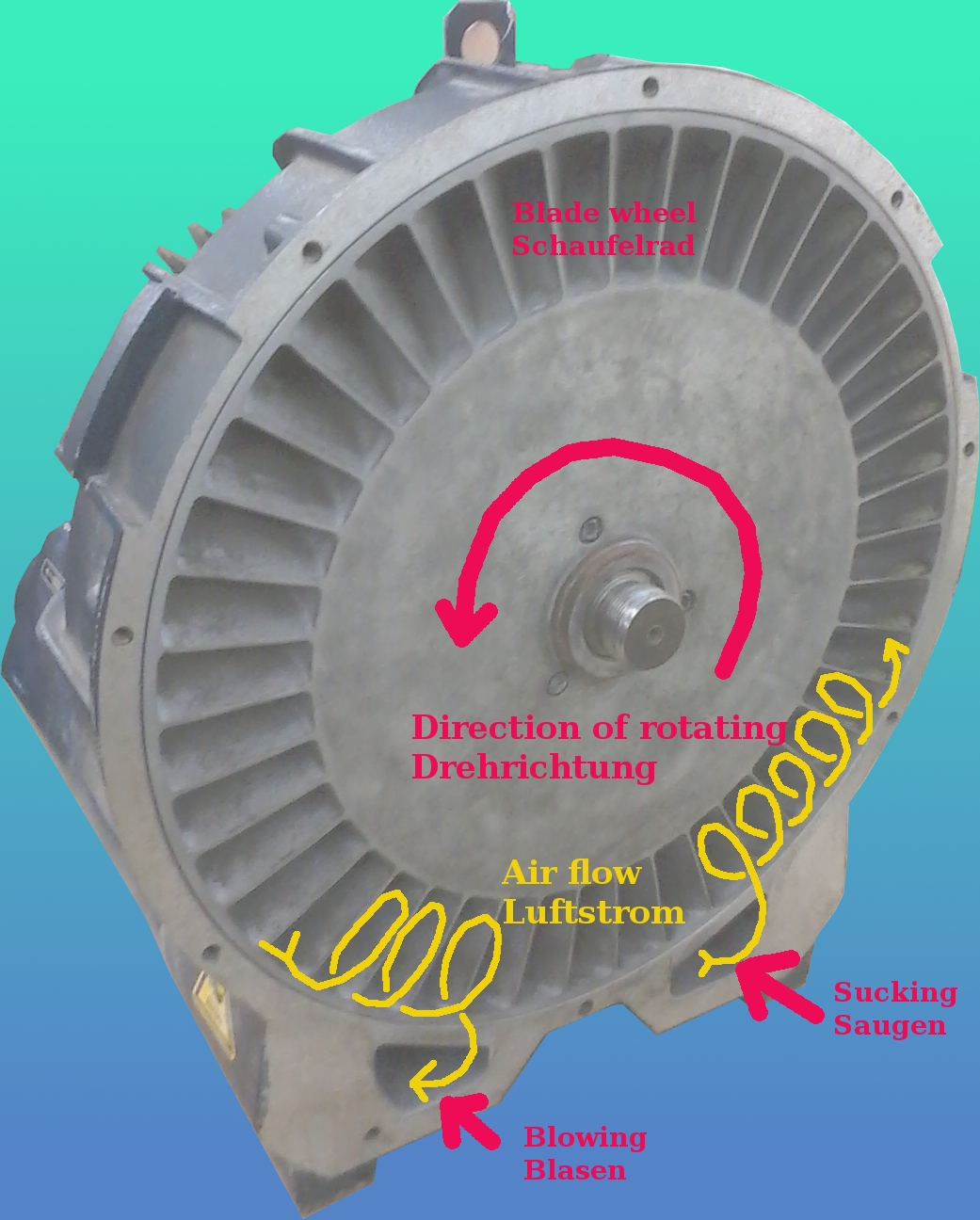
Typischer Seitenkanalverdichter. Ansicht mit abgenommenem Deckel auf das Laufrad.
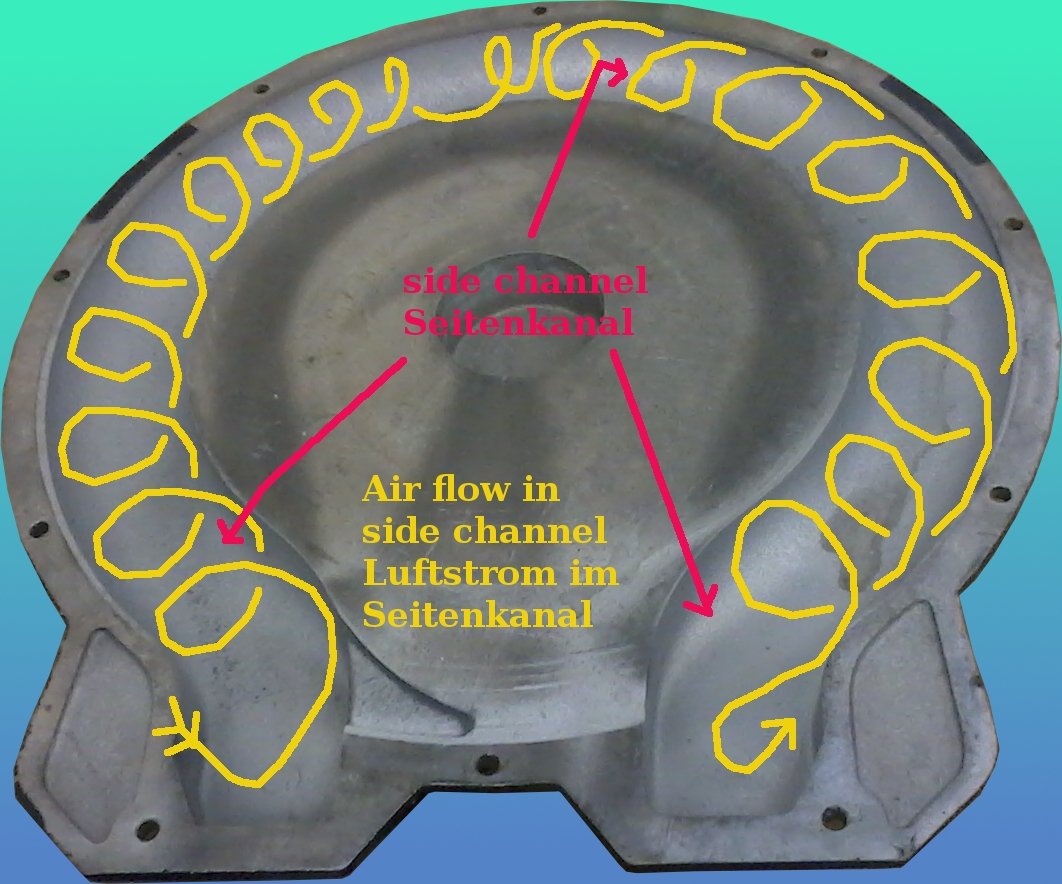
Typischer Seitenkanalverdichter. Deckel mit Seitenkanal.
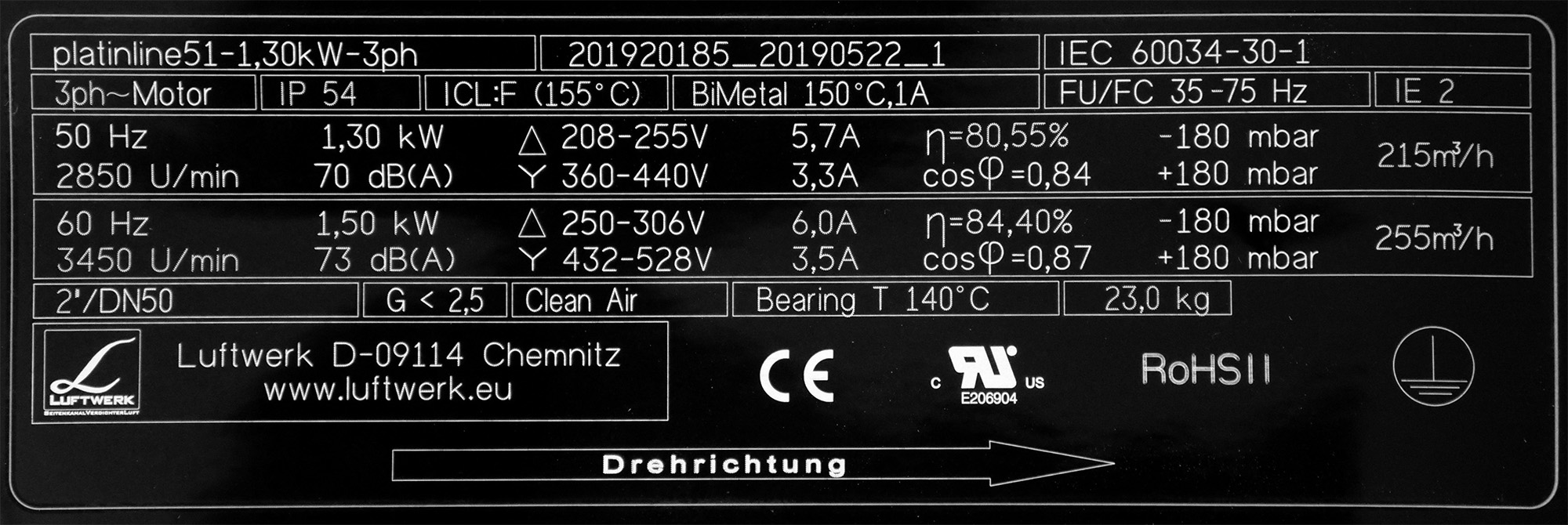
Typenschild eines Seitenkanlverdichters mit den wichtigsten Informationen
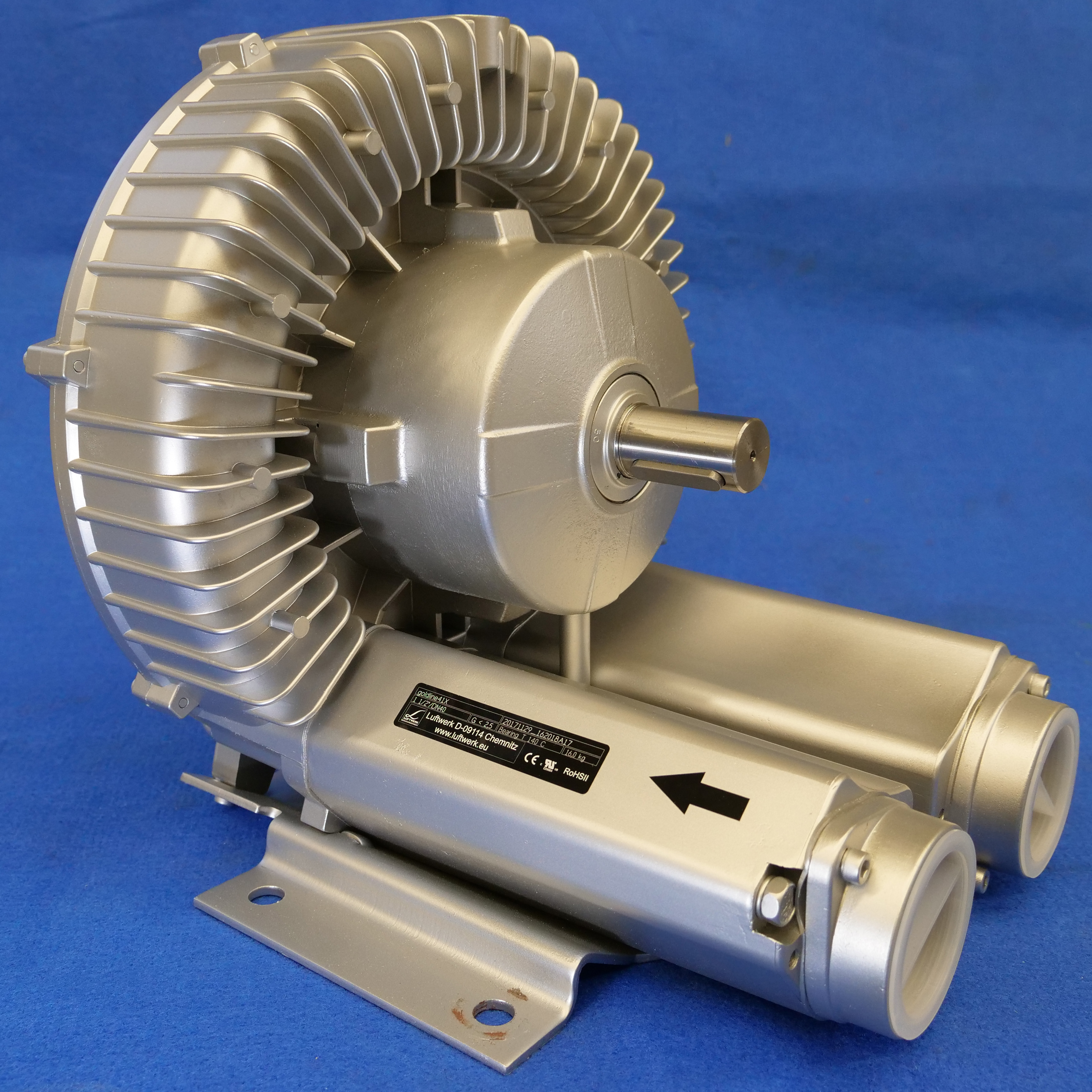
Ein Seitenkanalverdichter ohne eigenen Motor, Variante für externen Antrieb